# پوریا امیری
قد ۱/۹۰ متر
پوریا امیری (زاده ۱۳۷۶) بوکسور ایرانی اهل استان کرمانشاه است. او در سال ۱۳۸۷ پس از تماشای مسابقات المپیاد ایرانیان در کرمانشاه به ورزش بوکس علاقه مند شد. وی در اولین مسابقات خود در سال ۱۳۹۲ در رده سنی نوجوانان کشور شرکت کرد و سپس دوران حرفه ایی خود را در این رشته آغاز نمود. او در سال ۱۳۹۳ به تیم ملی بوکس ایران در رده جوانان و بزرگسالان دعوت شد و تاکنون عضو ثابت تیم در مسابقات بین المللی بوده است.

## مسابقات
پوریا امیری در مسابقات جام احمد کومرت ترکیه ۱۳۹۴ موفق به کسب مدال برنز در اولین مسابقات بین المللی شد. در سال ۱۳۹۷ در مسابقات جام مکران شرکت و مدال برنز وزن ۹۱ کیلوگرم را کسب کرد. وی در سال ۱۳۹۸ به همراه تیم ملی بوکس ایران به مسابقات آسیایی تایلند اعزام شد اما در مقابل واسلی لویت از قزاقستان، قهرمان المپیک ۲۰۱۶، مغلوب شد. امیری در سال ۱۴۰۰ اولین مدال آسیایی خود را در رده وزن ۹۱+ کیلوگرم در مسابقات آسیایی دبی کسب نمود. همچنین ، امیری در مسابقات جهانی صربستان سال ۱۴۰۰ ، مسابقات آسیایی اردن ۱۴۰۱ و در مسابقات جهانی بوکس شهر تاشکند ۱۴۰۲ در وزن 92 کیلوگرم شرکت کرد و در مسابقات جهانی سهمیه المپیک ایتالیا در وزن 92 کیلوگرم شرکت کرد .

#### مسابقات
| سال  | عنوان                                              | کشور     | وزن         |
| ---- | -------------------------------------------------- | -------- | ----------- |
| 2014 | جام احمد کومرت                                     | ترکیه    | ۹۱+ کیلوگرم |
| 2018 | تورنمنت بین‌المللی بوکس جام مکران                   | ایران    | ۹۱ کیلوگرم  |
| 2019 | مسابقات بوکس قهرمانی آسیا                          | تایلند   | ۹۱ کیلوگرم  |
| 2019 | مسابقات بوکس قهرمانی جهان                          | روسیه    | 91 کیلوگرم  |
| 2020 | مسابقات بوکس قهرمانی آسیا و اقیانوسیه سهمیه المپیک | اردن     | 91 کیلوگرم  |
| 2021 | مسابقات بوکس قهرمانی آسیا                          | امارات   | ۹۱+ کیلوگرم |
| 2021 | مسابقات جهانی بوکس آماتور                          | صربستان  | ۹۲+ کیلوگرم |
| 2022 | مسابقات بوکس قهرمانی آسیا                          | اردن     | ۸۶ کیلوگرم  |
| 2023 | مسابقات جهانی بوکس آماتور                          | ازبکستان | ۹۲ کیلوگرم  |
| 2024 | مسابقات جهانی سهمیه المپیک                         | ایتالیا  | 92 کیلوگرم  |